# Stará Lehota
Stará Lehota és un poble i municipi d'Eslovàquia que es troba a la regió de Trenčín.

## Història
La primera menció escrita de la vila es remunta al 1348.

## Demografia
| Godina             | 1994 | 2004    | 2014    | 2024    |
| ------------------ | ---- | ------- | ------- | ------- |
| Nombre de persones | 294  | 263     | 215     | 176     |
| Diferència         |      | −10,54% | −18,25% | −18,13% |

| Godina             | 2023 | 2024   |
| ------------------ | ---- | ------ |
| Nombre de persones | 177  | 176    |
| Diferència         |      | −0,56% |